# Yangchuanosaurus
Yuangchuanosaurus ("Yangschanödla") är ett släkte metriacanthosaurida köttätande dinosaurier som levde i vad som idag är Kina under juraperioden. Den tillhörde ordningen theropoder och överfamiljen allosauroider. Yangchuanosaurus var på många sätt lik andra allosauroider, i synnerhet sin nordamerikanska släkting Allosaurus, i både utseende och förmodad ekologiska roll. Yangchuanosaurus tillhör de kinesiska theropoder som paleontologer vet mest om.

## Beskrivning

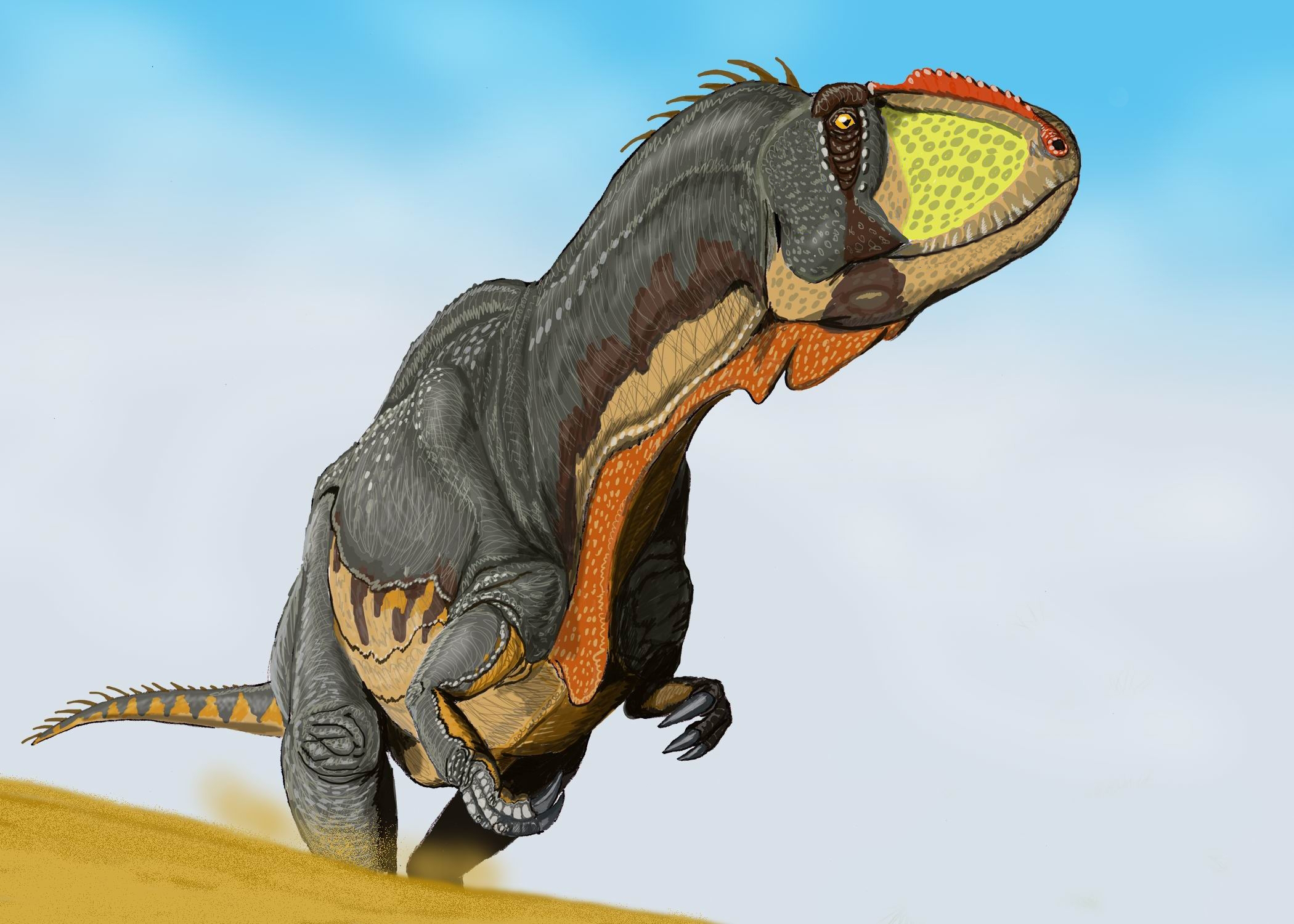
Rekonstruktion av Yangchuanosaurus shangyouensis.

Typexemplaret av Yangchuanosaurus shangyouensis hade en skalle som var 82 cm lång, vilket tillät forskare att uppskatta djurets hela längd till 8 meter. Andra exemplar tyder på att Yangchuanosaurus kan ha växt sig upp till 10.8 meter lång och kan ha vägt så mycket som 3.4 ton. Detta gör den till en av de största kända köttätande dinosaurierna under juraperioden.
Denna dinosaurie var som alla kända theropoder en tvåbent tågångare. Yangchuanosaurus var på många sätt lik andra allosauroider. Den hade kraftiga bakben och ett mycket stort huvud och lång kraftig svans. Liksom andra allosaurider (inklusive de närbesläktade carcharodontosauriderna) gick den ganska kraftigt framåtlutad.
Yangchuanosaurus huvudsakliga bytesdjur var troligen de stora sauropoder som levde i dess omedelbara närhet, såsom Mamenchisaurus och Omeisaurus.